# Sporobolus microprotus
Sporobolus microprotus là một loài thực vật có hoa trong họ Hòa thảo. Loài này được Stapf miêu tả khoa học đầu tiên năm 1912.